# Bunaeopsis maasseni
Bunaeopsis maasseni is een vlinder uit de familie nachtpauwogen (Saturniidae), onderfamilie Saturniinae.
De wetenschappelijke naam van de soort is voor het eerst geldig gepubliceerd door Strand in 1911.